# داني ستام
داني ستام (بالهولندية: Danny Stam)‏ مواليد 25 يونيو 1972 في هولندا، هو دراج هولندي سابق في صنف سباق الدراجات على المضمار. سبق أن شارك في دورة الألعاب الأولمبية الصيفية.

## الميداليات
| الميدالية | المسابقة                               |
| --------- | -------------------------------------- |
| فضية      | بطولة العالم للدراجات على المضمار 2005 |
| فضية      | بطولة العالم للدراجات على المضمار 2007 |
| برونزية   | بطولة العالم للدراجات على المضمار 2004 |

## وصلات خارجية
- الموقع الرسمي

## روابط خارجية
- داني ستام على موقع الاتحاد الدولي للدراجات (الإنجليزية)
- داني ستام على موقع أرشيف الدراجات (الإنجليزية)
- داني ستام على موقع إحصائيات الدراجات الإحترافية (الإنجليزية)
- داني ستام على موقع أوليمبيديا (الإنجليزية)